# Stan (Vítanov)
Stan je část obce Vítanov v okrese Chrudim. Nachází se na severozápadě Vítanova. V roce 2009 zde bylo evidováno 51 adres. V roce 2001 zde trvale žilo 100 obyvatel.
Stan leží v katastrálním území Stan u Hlinska o rozloze 2,23 km2.

## Další fotografie

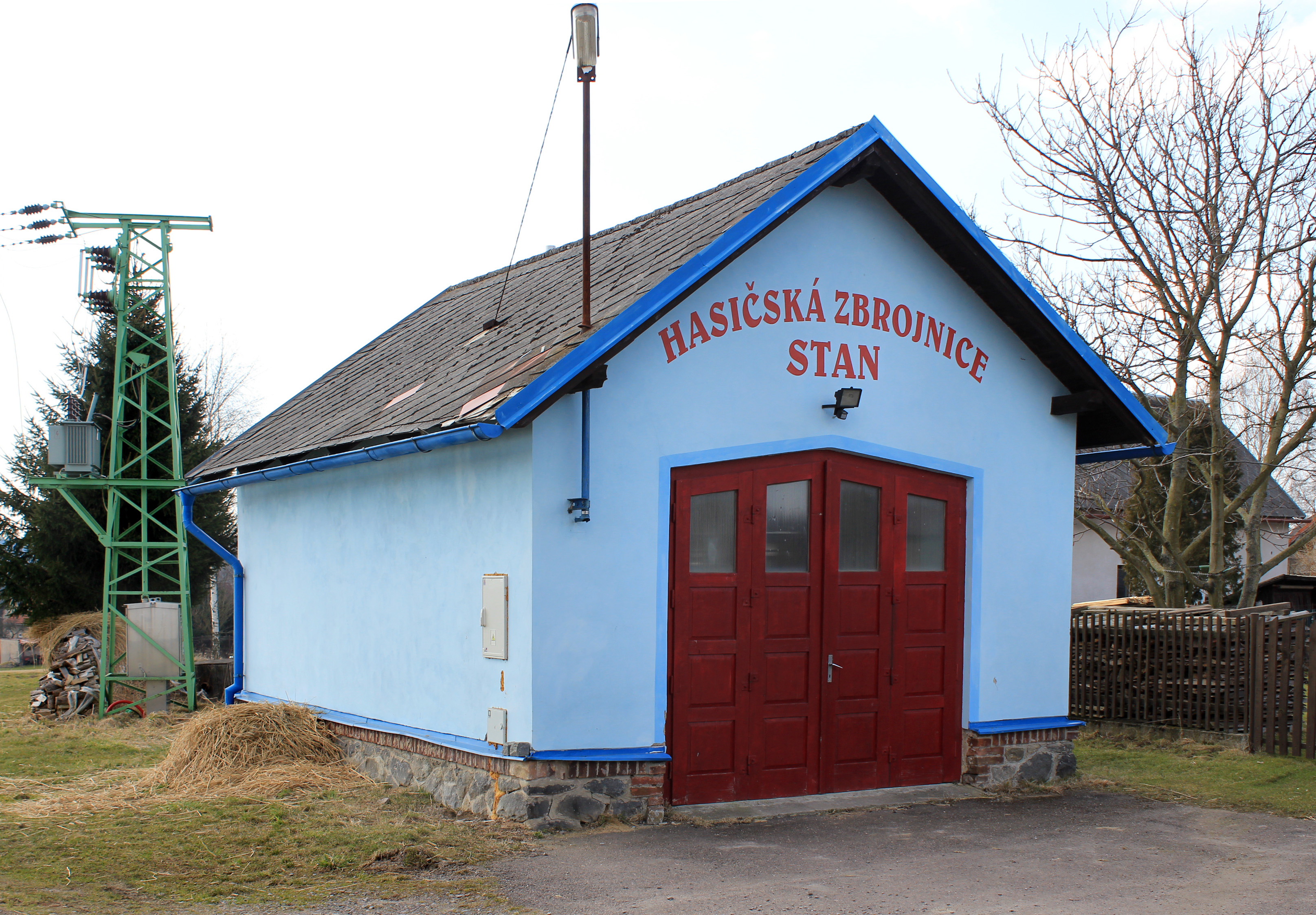
Renovovaná hasičská zbrojnice
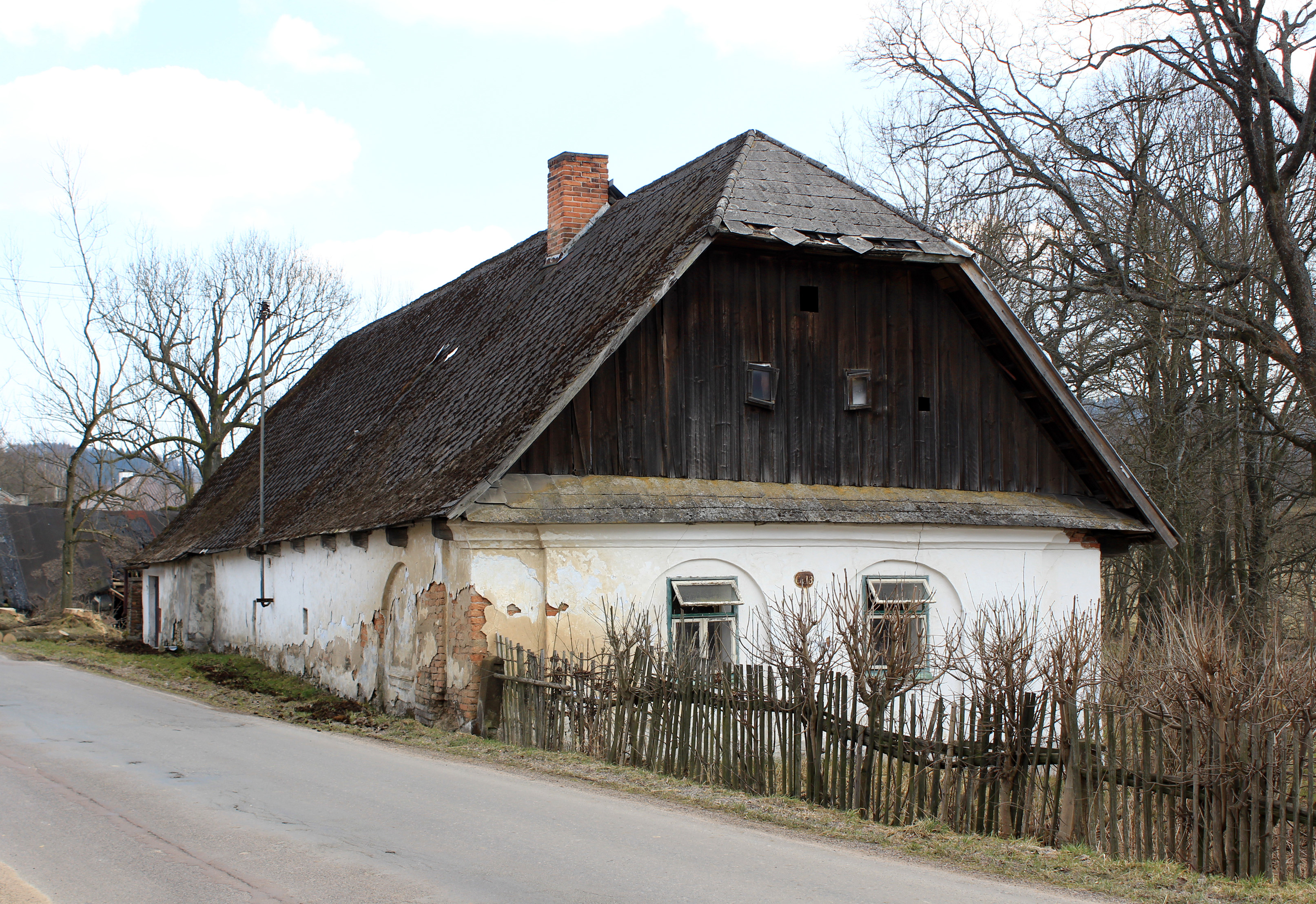
Chalupa čp. 13
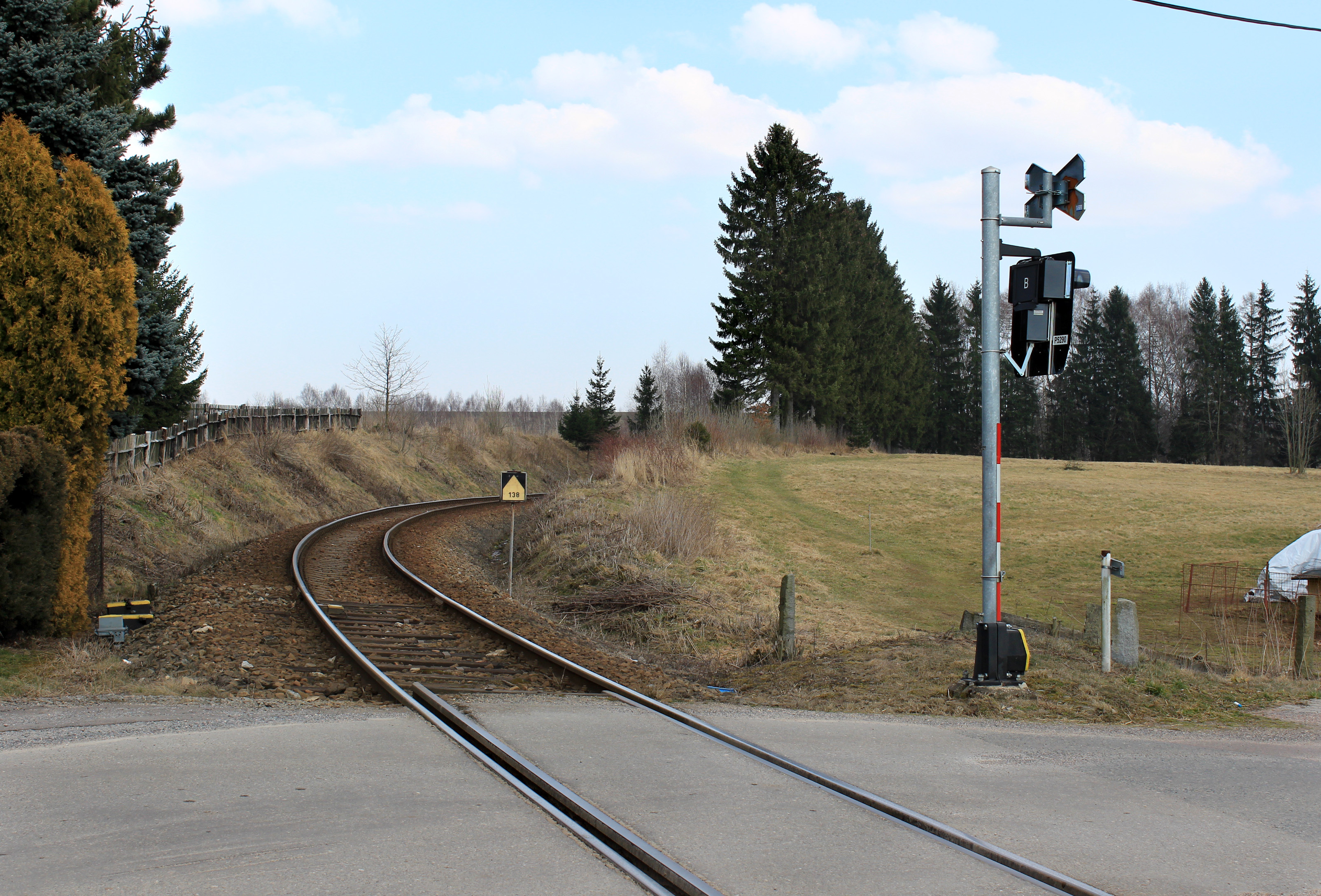
Železniční přejezd
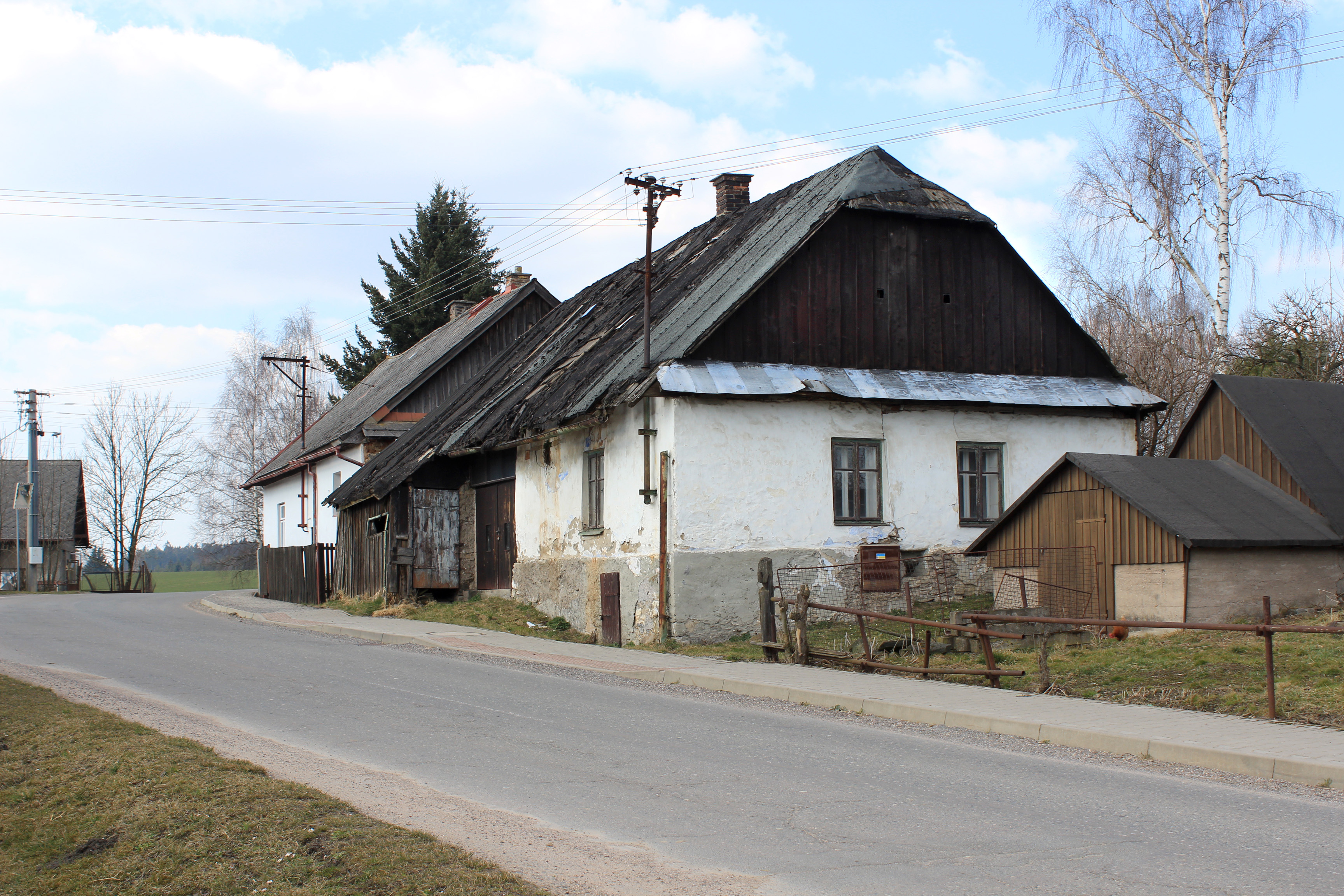
Horní část vesnice